# Lübeck
Lübeck (česky zastarale Lubek nebo též Bukovec) je přístavní a kdysi hanzovní město a městský okres na severu Německa. Leží na jihovýchodě spolkové země Šlesvicko-Holštýnsko, při pobřeží Baltského moře. Žije zde přibližně 219 tisíc obyvatel. Po hlavním městě Kielu má v této spolkové zemi největší počet obyvatel a rozlohou jde o největší město Šlesvicka-Holštýnska. Středověké centrum města je zapsáno na seznamu světového dědictví UNESCO.

## Geografie
Město leží v Severoněmecké nížině na dolním toku řeky Trávy, která se po zhruba 17 km vlévá do Baltského moře. Geografická poloha zvýhodnila město ve vývoji před jinými baltskými přístavy a je důvodem pozdějšího razantního ekonomického rozmachu. Stalo se jedním z center Hanzy (spolek severoněmeckých přístavních měst zabývajících se obchodem).

## UNESCO
Roku 1987 byly zachované středověké části města prohlášeny za součást kulturního dědictví UNESCO. Rozhodující pro to byl především příkladný charakter města vyjadřující středověký městský rozvoj, markantní silueta se sedmi věžemi pěti hlavních kostelů a zachovalá zástavba z předindustriální doby.
Centrum města je turistický cíl, zajímavá je hlavně nejstarší část Lübecku. Ta leží z větší části na ostrově mezi řekou Trávou a Wakenitzem. Ostrov se rozprostírá asi kilometr od severu na jih a 1,5 km od západu na východ. Některé budovy jako například Holštýnská brána (Holstentor) leží mimo ostrov. Okruh chráněný UNESCEM zahrnuje ty nejdůležitější stavby Lübecku: radnici, klášter, Koberg (úplně zachovalá čtvrť ze 13. století) Kostel sv. Jakuba, Špitál sv. Ducha, čtvrť patricijských domů 15. a 16. století mezi kostelem sv. Petra a Holštýnskou branou (Holstentor) a solné špýchary (sklady) na levém břehu Trávy.
S Lübeckem je spojen slavný německý spisovatel Thomas Mann, který sem umístil děj svého románu Buddenbrookovi, za který získal Nobelovu cenu za literaturu.

## Historický přehled

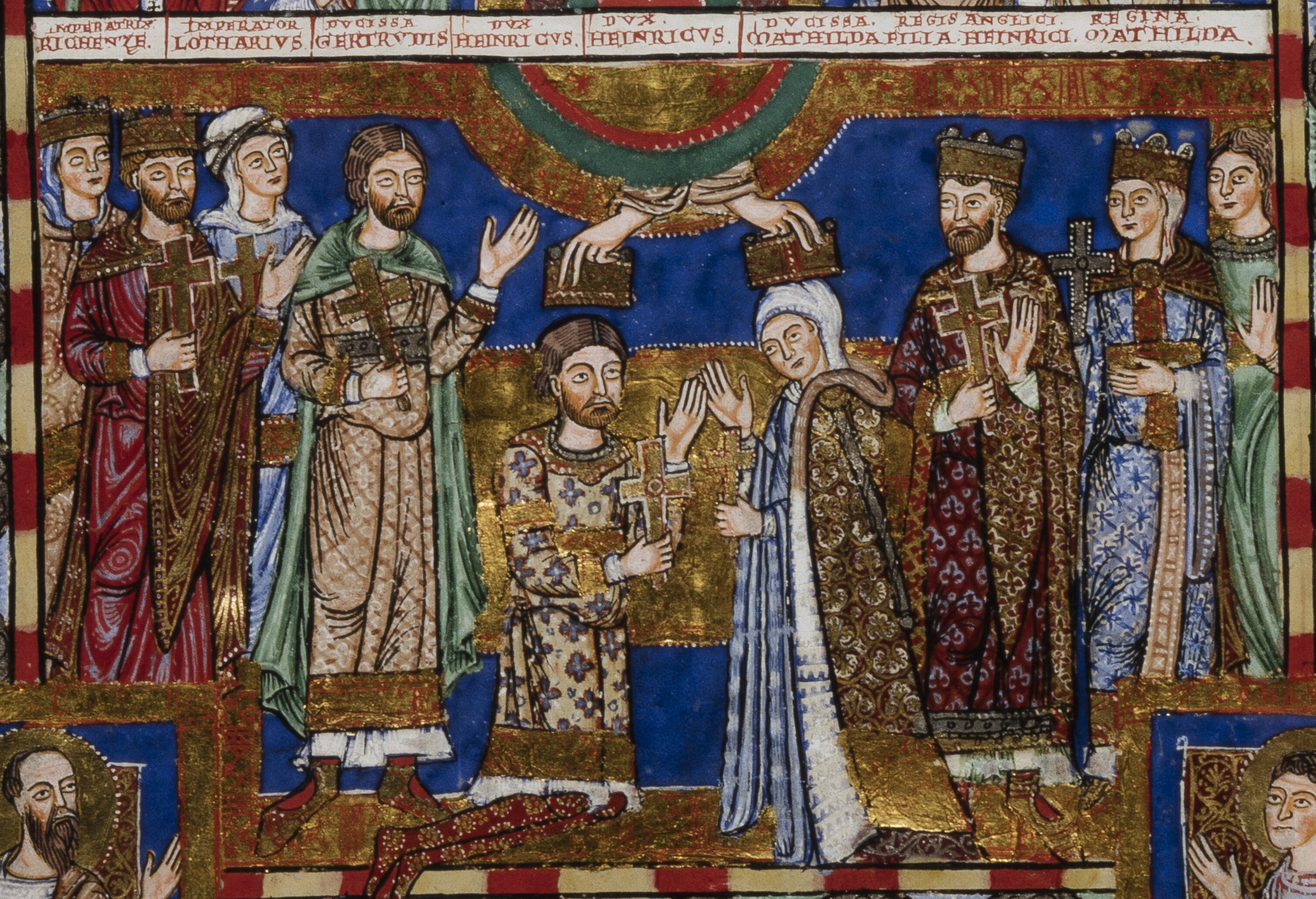
Korunovace Jindřich Lva s Matyldou Anglickou (Evangeliář Jindřicha Lva)

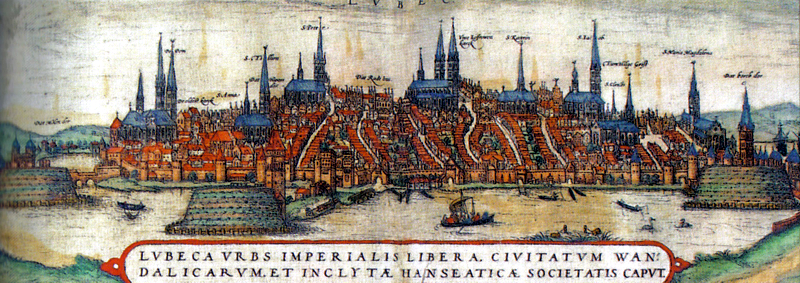
Pohled na Lübeck (kolorovaná rytina, 1572)

Území dnešního Lübecku bylo osídleno po skončení poslední doby ledové. V oblasti se nachází několik neolitických dolmenů. Okolo roku 700 bylo území dnešního Lübecku osídleno Slovany, po jejichž příchodu předešlé germánské obyvatelstvo odešlo na západ.
Na počátku 9. století odsud Karel Veliký vyhnal Sasy, kteří se postavili jeho pokusům o jejich christianizaci, a na jejich místo přivedl své spojence Polabské Slovany. Ti zde na břehu řeky Trávy asi 4 km severně od dnešního centra Lübecku založili osadu Liubici (česky Milá). Ta se v 10. století stala nejdůležitějším sídlištěm Obodritského svazu a byl zde postaven hrad. Roku 1128 byla Liubice vypálena pohanským rujánským kmenem Ránů.
Moderní město Lübeck založil roku 1143 Adolf II., hrabě ze Schauenburgu a Holštýnska, jako německou osadu na říčním ostrově Bucu. Založil zde nový hrad, o němž se zmiňuje poprvé roku 1147 Helmold z Bosau. Roku 1158 Adolf odstoupil hrad Jindřichu Lvovi. Po Jindřichově pádu roku 1181 se stal Lübeck na osm let svobodným říšským městem.
Fridrich I. Barbarossa postavil do čela města vládnoucí radu, která zde existovala až do 19. století. Tato rada byla ovládána obchodníky, jejichž zásluhou pak po staletí lübecké politice dominovaly obchodní zájmy.
Ve vlastnictví města a hradu se poté vystřídalo několik držitelů. Do roku 1192 byl Lübeck součástí Saského vévodství, poté patřil do roku 1217 k Holštýnskému hrabství, nakonec do bitvy u Bornhövedu roku 1227 součástí Dánska.
Okolo roku 1200 se stal lübecký přístav hlavním přístavem pro kolonisty vyplouvající odsud do pobaltských území dobytých Livonským řádem a později Řádem německých rytířů. Roku 1226 císař Friedrich II. povýšil město na svobodné říšské město a současné území města se stalo až do 31. března 1937 hlavní částí nově vzniklého městského státu Svobodné a hanzovní město Lübeck, jenž byl od roku 1871 spolkovou zemí Německého císařství.
Ve 14. století se stal Lübeck nejmocnějším členem obchodní organizace Hanza a byl označován jako „Královna hanzy“. V letech 1806–1810 byl Lübeck okupován Francouzským císařstvím, a následně jím byl 13. prosince 1810 anektován a od 1. ledna 1811 do roku 1813 začleněn do nově vytvořeného francouzského departementu Bouches-de-l'Elbe. Od 1. dubna 1937 je součástí Šlesvicka-Holštýnska

## Hlavní pamětihodnosti

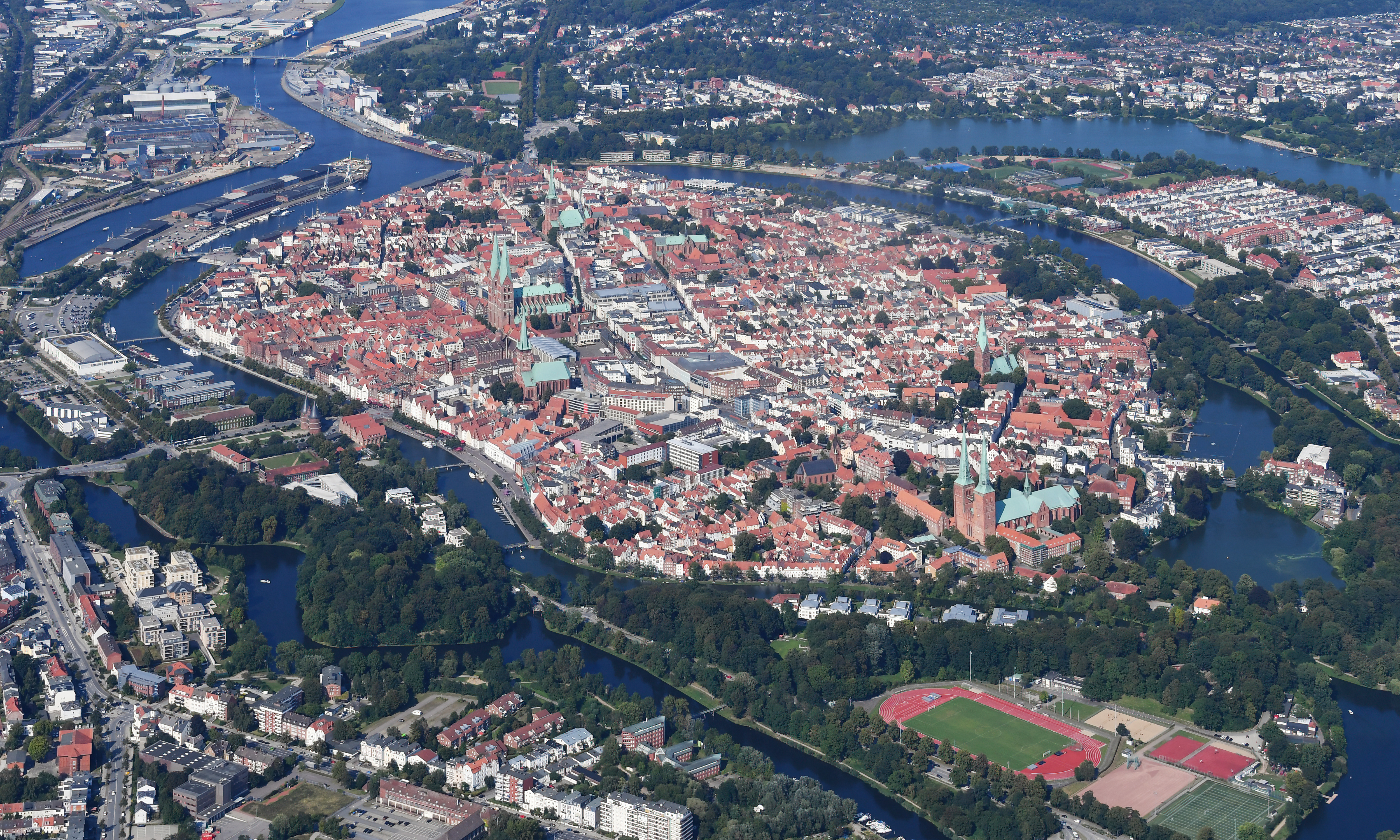
Lübeck, historické centrum (Letecký pohled od jihozápadu)

Lübecku se říká „město sedmi věží“, které tvoří jeho historickou siluetu. Kostely a obytné domy byly vystavěny z cihel, místní kámen nebyl vhodný ke stavbám. Asi čtvrtina historického města byla v dubnu 1942 zničena nálety, celé město je však pečlivě obnoveno. Mezi hlavní historické památky patří:
- Radnice původem ze 13. století, v letech 1435 a 1590 rozšířena; cihlová gotická stavba, jedna z nejvýznamnějších radnic v Německu.
- Dóm sv. Jana Křtitele na jižním okraji historického města byl založen jako katedrála 1173 Jindřichem Lvem, vysvěcen roku 1247 a ve 14. století prodloužen gotickým chórem na délku 130 m. Za války byl těžce poškozen, části vnitřního zařízení se však podařilo zachránit.
- Farní kostel Panny Marie, stojící za budovou radnice, je trojlodní gotická stavba se dvěma věžemi z let 1250–1350 a platí za vzor severoněmecké cihlové gotiky (Backsteingotik). Klenba hlavní lodi sahá do výšky 38,5 m, věže dosahují téměř 125 m.
- Kostel sv. Jakuba (kostel rybářů a námořníků) je gotická trojlodní hala, vysvěcená 1335. Za války nebyl poškozen, takže má poměrně bohaté zařízení, zejména dvoje historické varhany.
- Kostel sv. Petra blízko Holštýnské brány; gotická trojlodní hala z 15. století, která při náletu zcela vyhořela. Z věže vysoké 108 m s vyhlídkovou galerií, kam lze vyjet výtahem, je krásný pohled na město.
- Dvě pozdně gotické městské brány: Holštýnská (Holstentor) je historickým znamaním města, Hradní (Burgtor) na severu.
- Špitál sv. Ducha – trojprostorová pozdně gotická stavba, pro střední Evropu to je unikátní stavební typ a velikost městské nemocnice.
- Palác Rantzau – novogotický městský palác s gotickým jádrem ze 13. století.
- Mnoho historických měšťanských domů z 15.–18. století, včetně domu Buddenbrookových.

## Muzea
- Svatoanenské muzeum (St.Annen-Museum) – hlavní muzeum a galerie výtvarných památek od raného středověku do 19. století
- Evropské muzeum hansy – památky hansovních řemesel a obchodu ze severního Německa, které město od 13. století produkovalo nebo jimiž disponovalo při námořní i pozemní dopravě a obchodu

## Osobnosti města
- Heinrich Mann (1871–1950), německý spisovatel[5]
- Thomas Mann (1875–1955), německý prozaik a esejista, držitel Nobelovy ceny za literaturu za rok 1929[6]
- Willy Brandt (1913–1992), německý politik, předseda SPD a spolkový kancléř Německa v letech 1969 až 1974[7]
- Günter Grass (1927–2015), německý spisovatel, nositel Nobelovy ceny za literaturu za rok 1999[8]
- Peter Nogly (* 1947), bývalý německý fotbalový obránce[9]
- Jonas Nay (* 1990), německý herec[10]

## Partnerská města
- Kotka (Finsko), 1969
- Wismar (Německo), 1987
- La Rochelle (Francie), 1980
- Klaipėda (Litva), 1990
- Visby (Švédsko), 1999
- Benátky (Itálie), 1979
- Kawasaki (Japonsko), 1992
- Bergen (Norsko), 1996
- Šao-sing (Čína), 2003

## Galerie

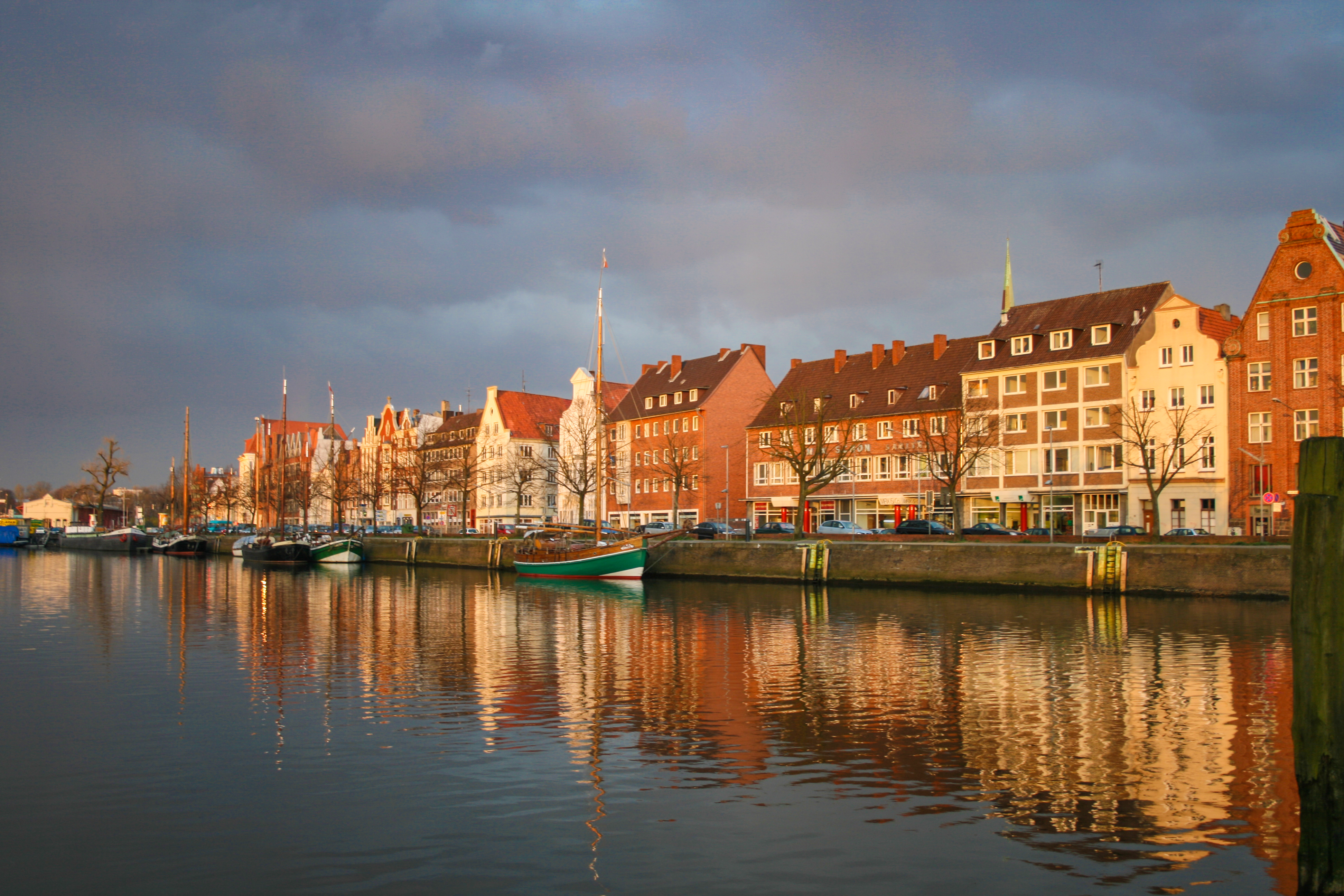
Lübeck, Trave
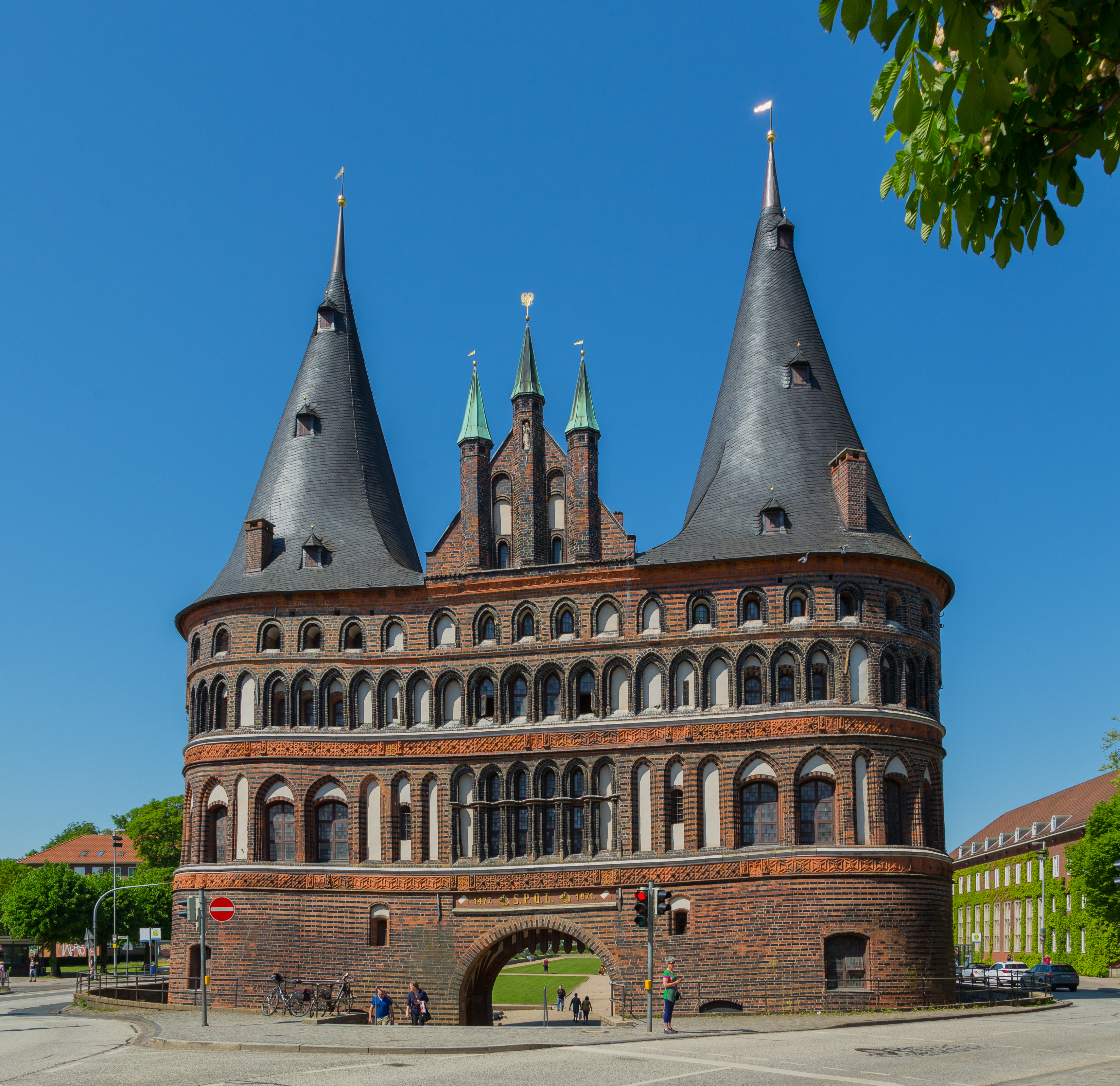
Holštýnská brána
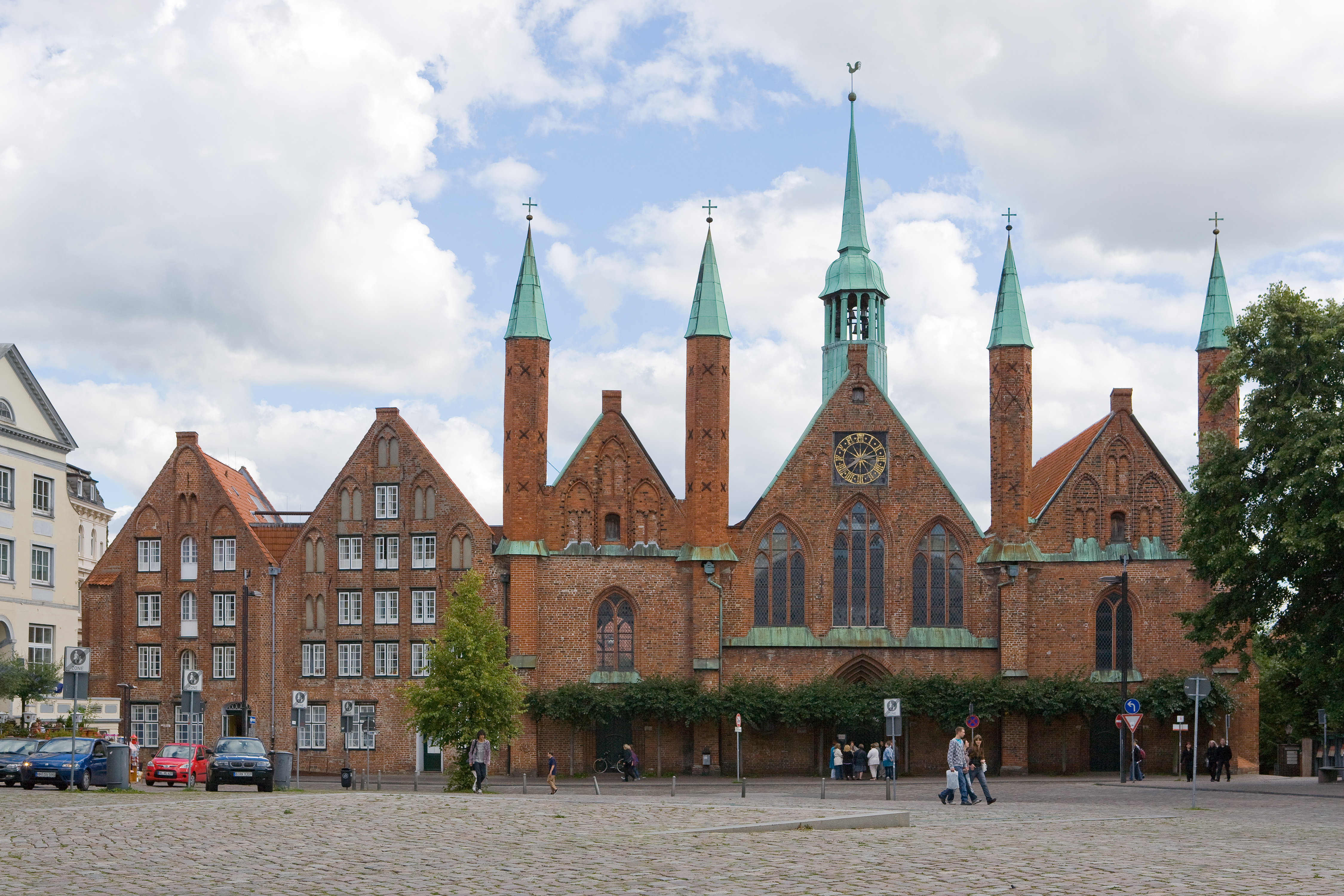
Špitál sv. Ducha od západu
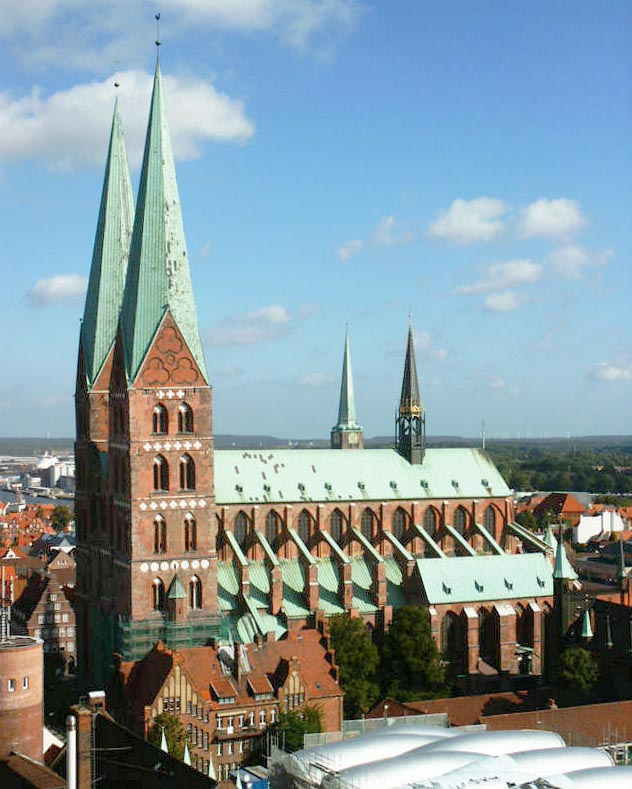
Kostel Panny Marie
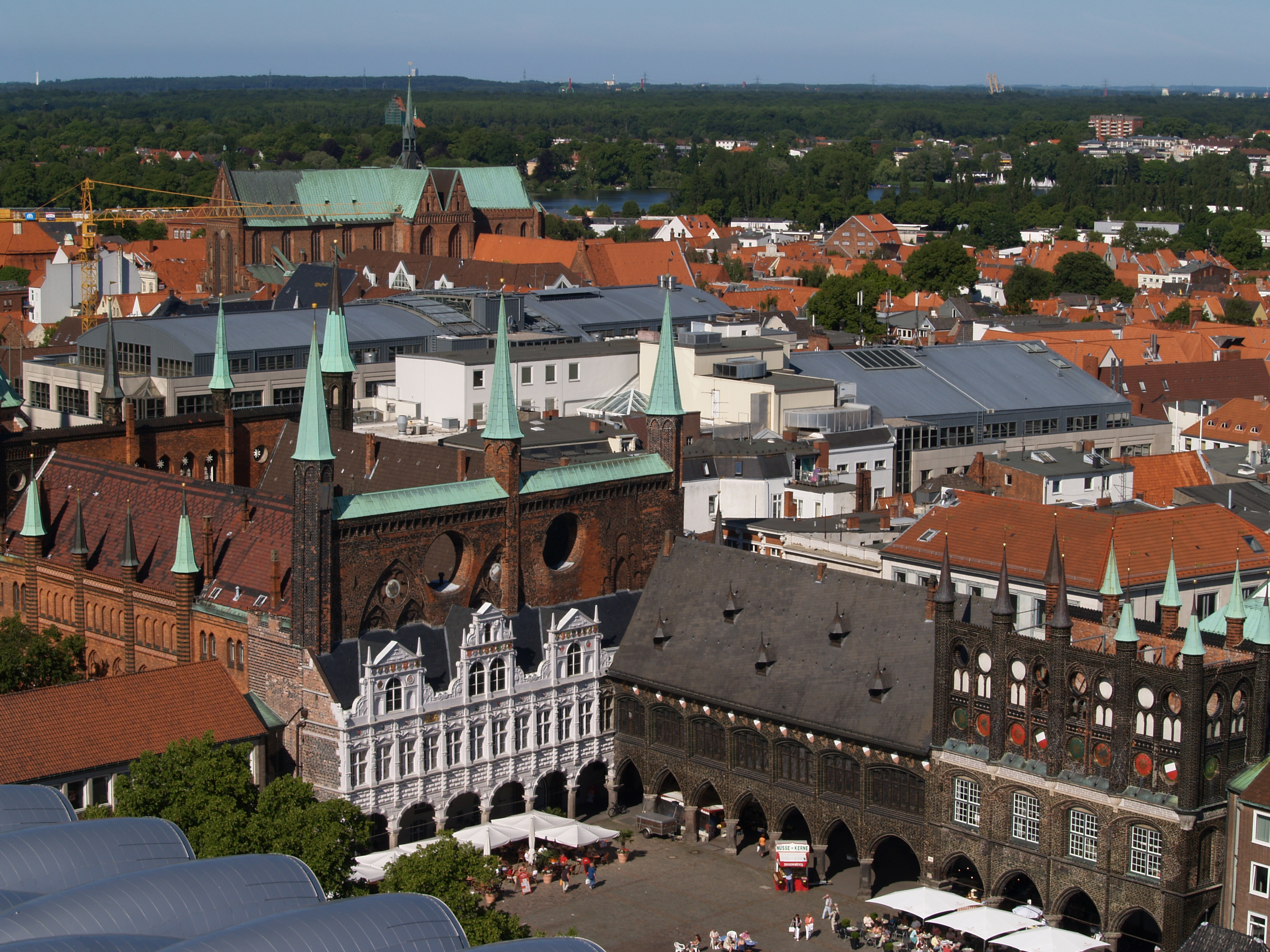
Radnice
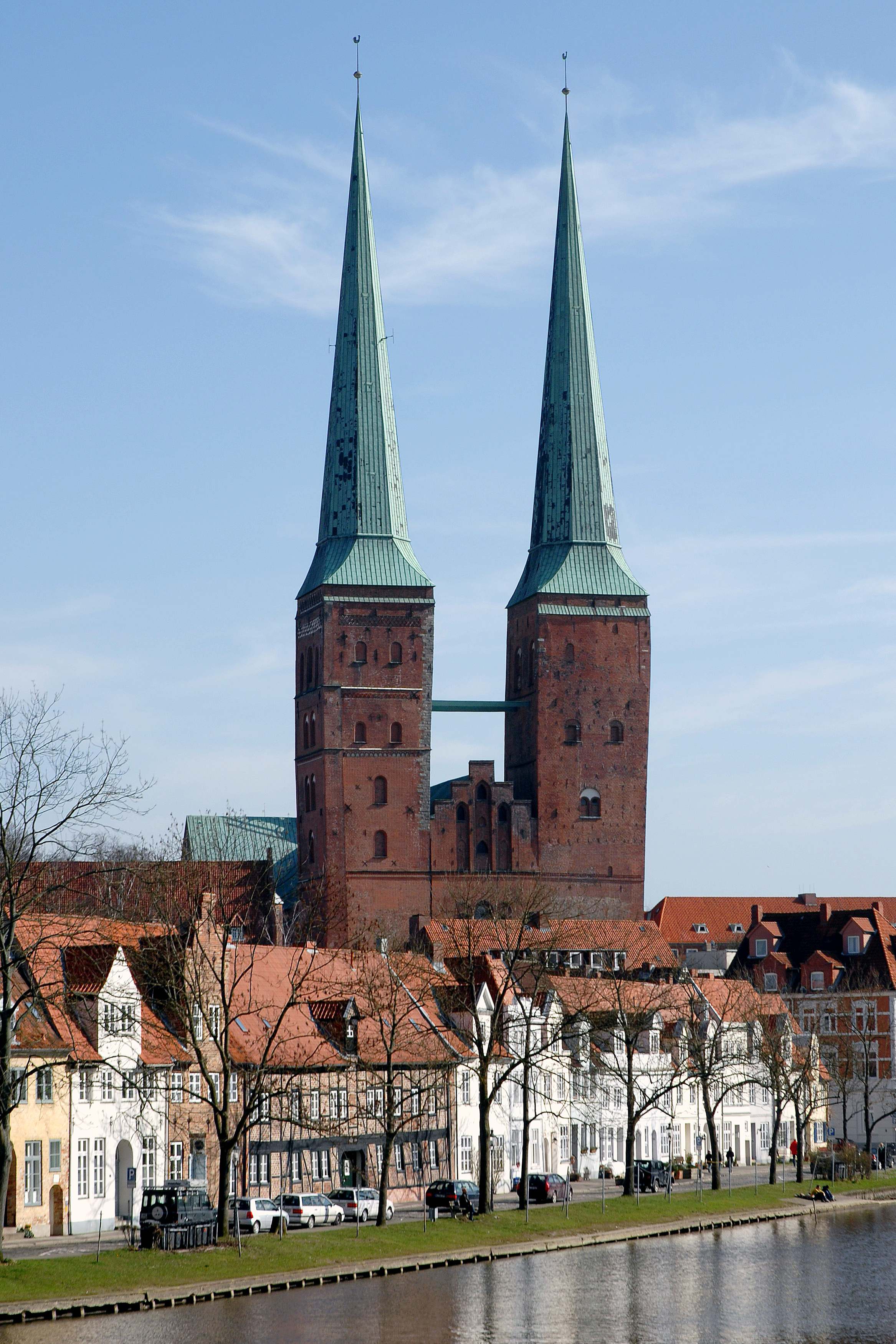
Katedrála od západu
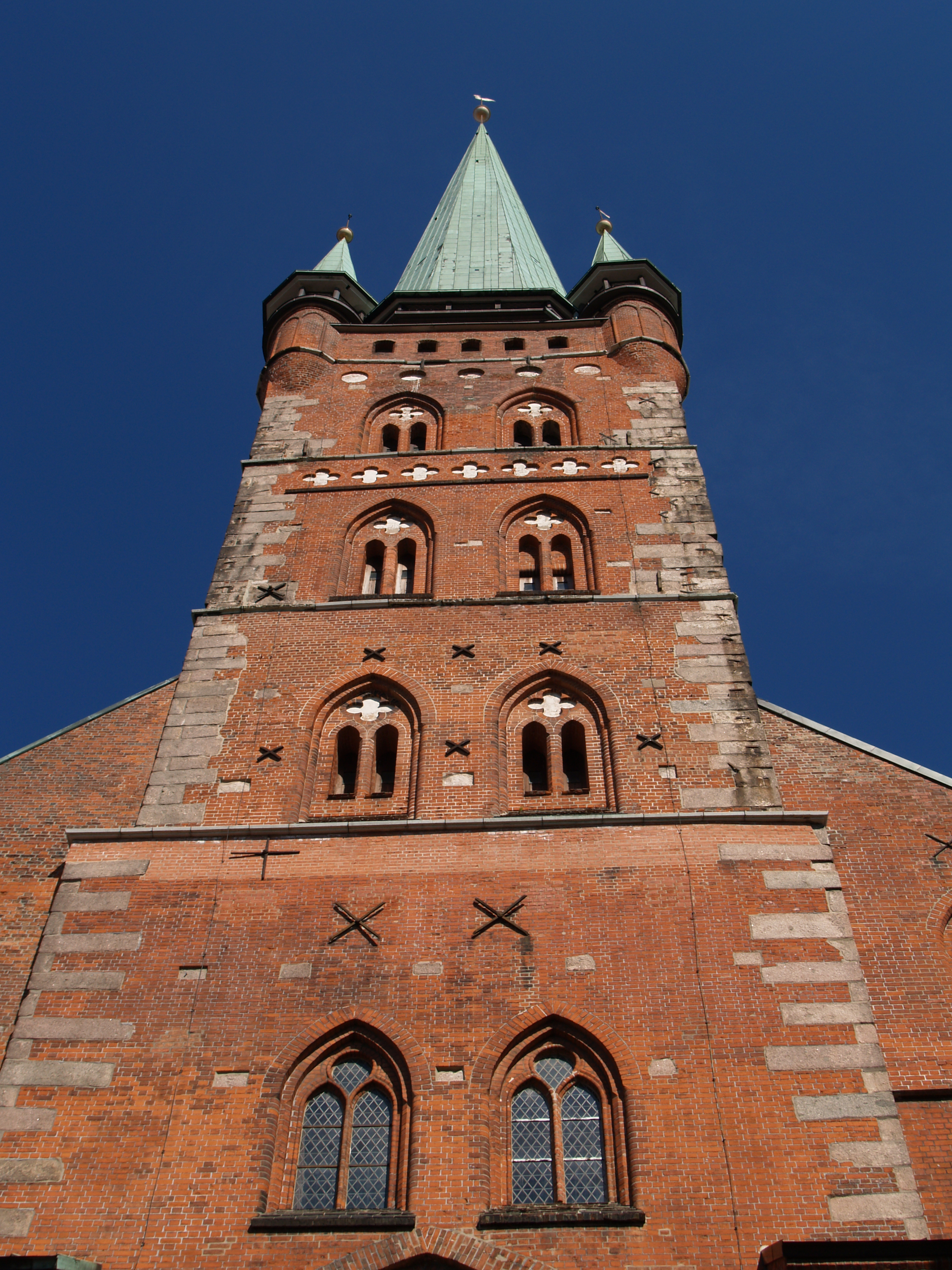
Věž kostela sv. Petra
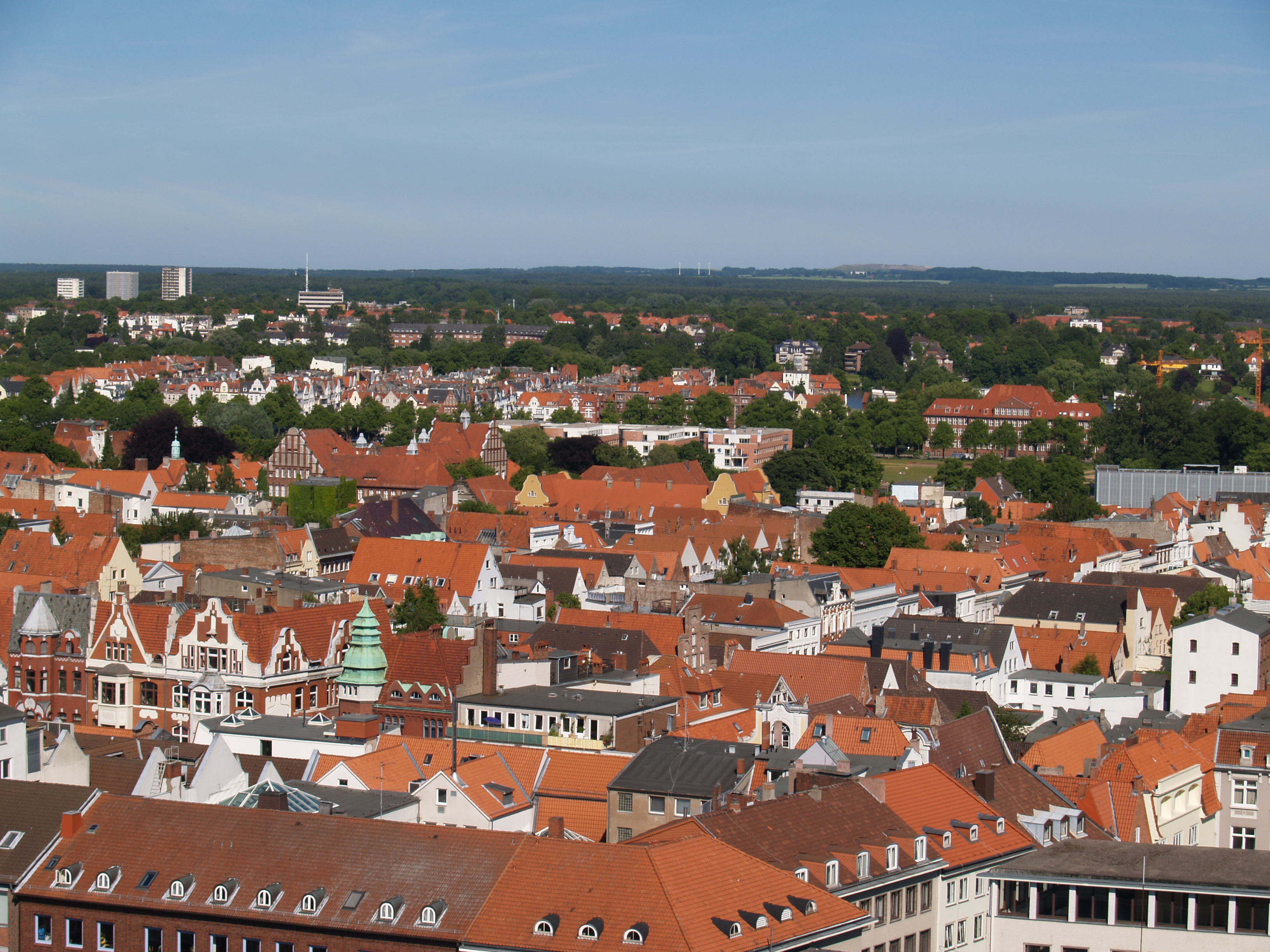
Pohled z věže sv. Petra k východu
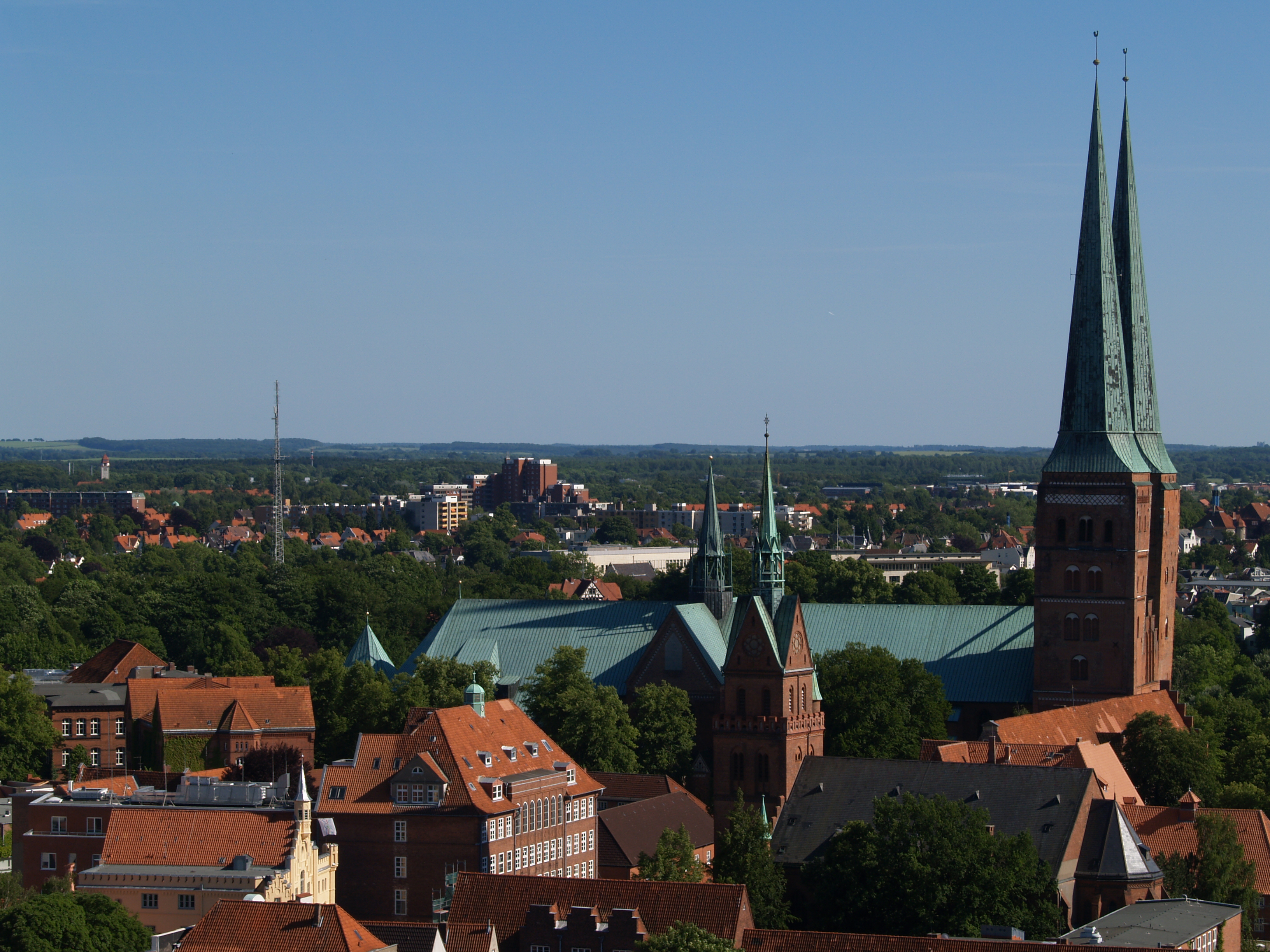
Pohled z věže sv. Petra k jihu
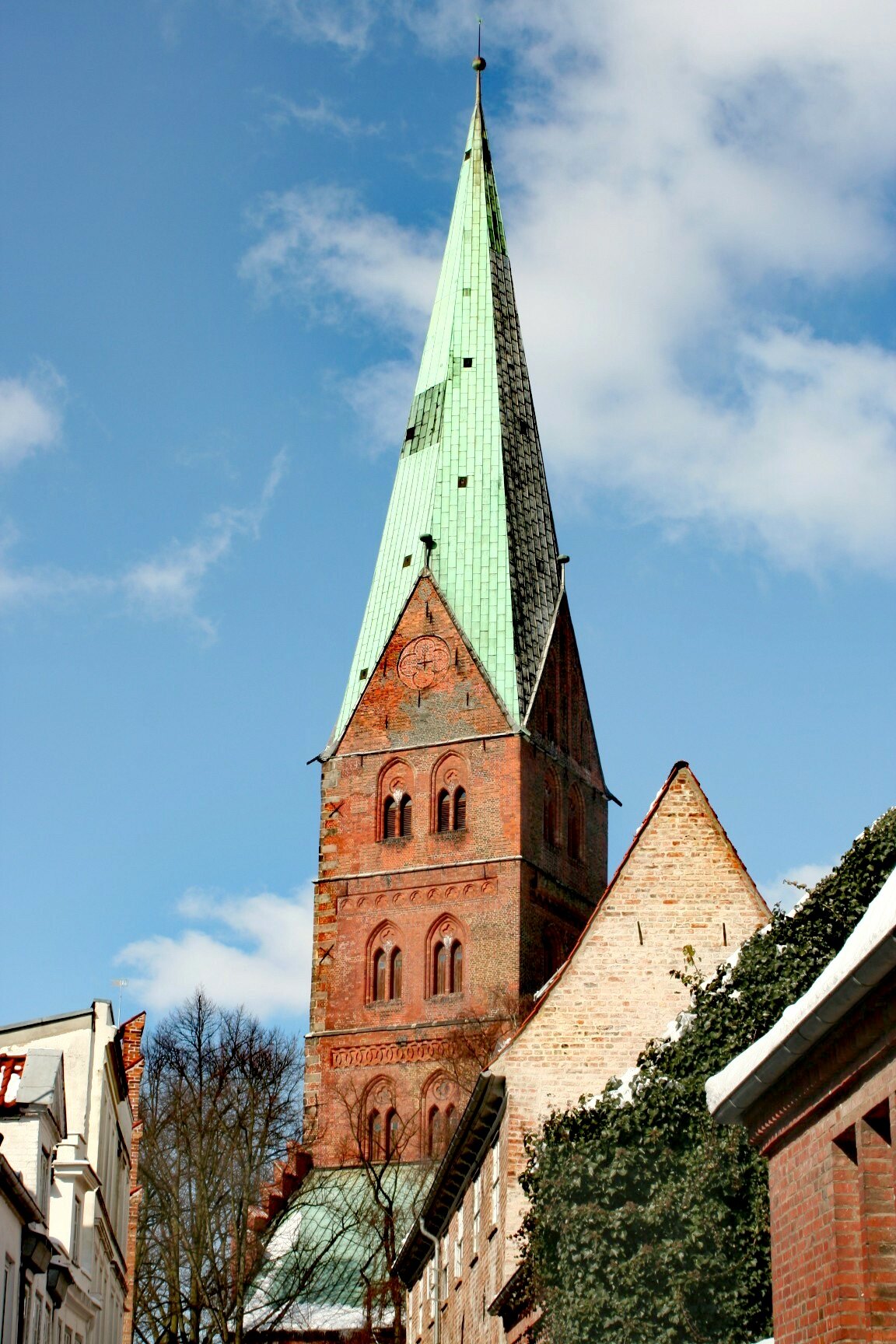
Kostel svatého Jiljí
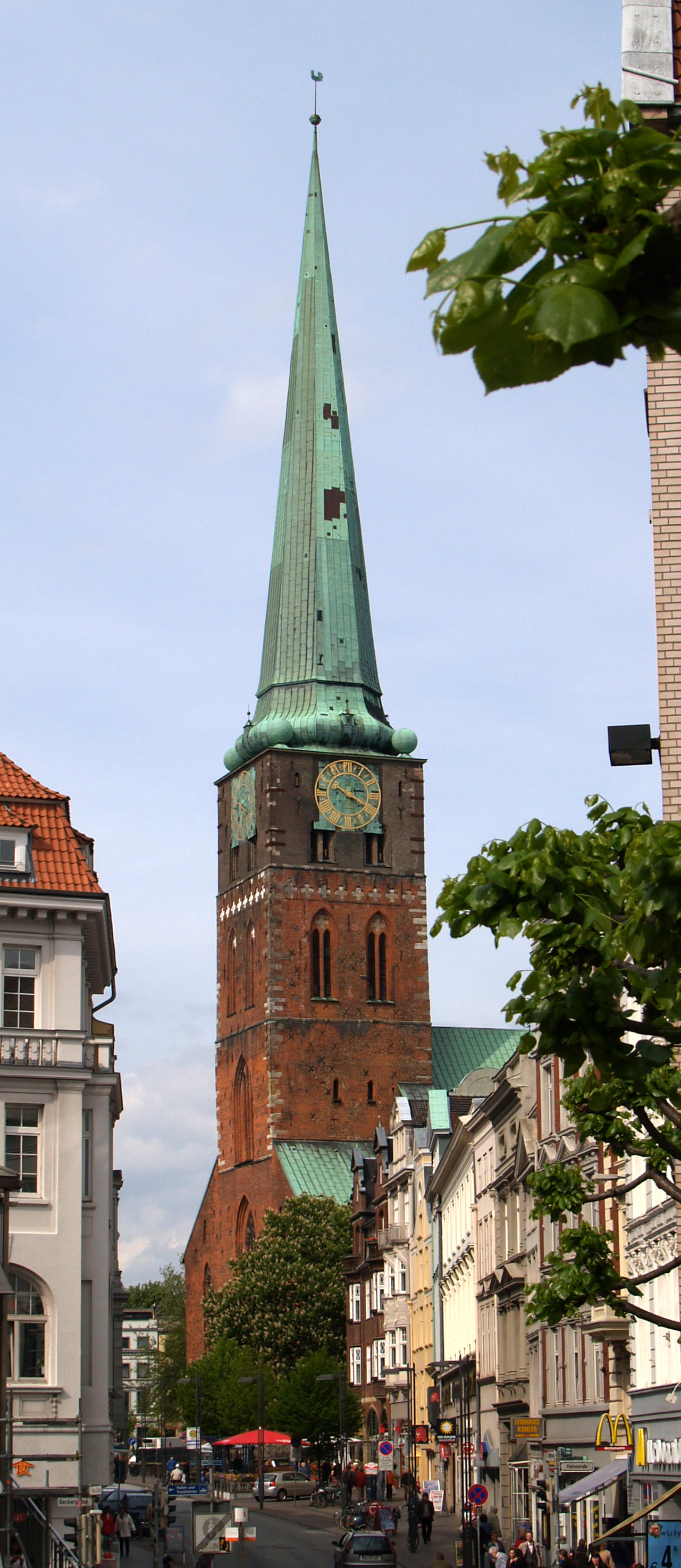
Kostel sv. Jakuba
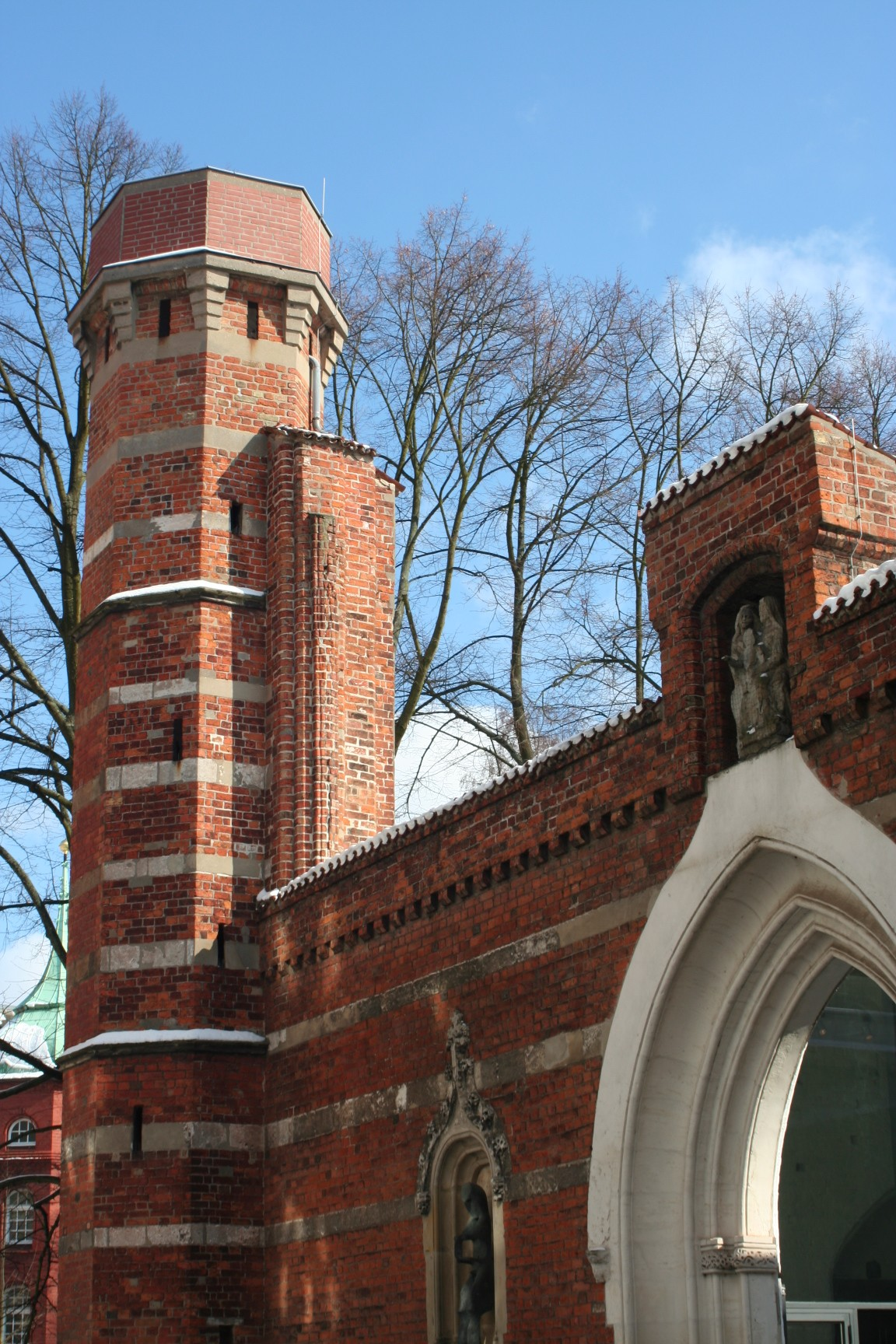
Muzeum u sv. Anny
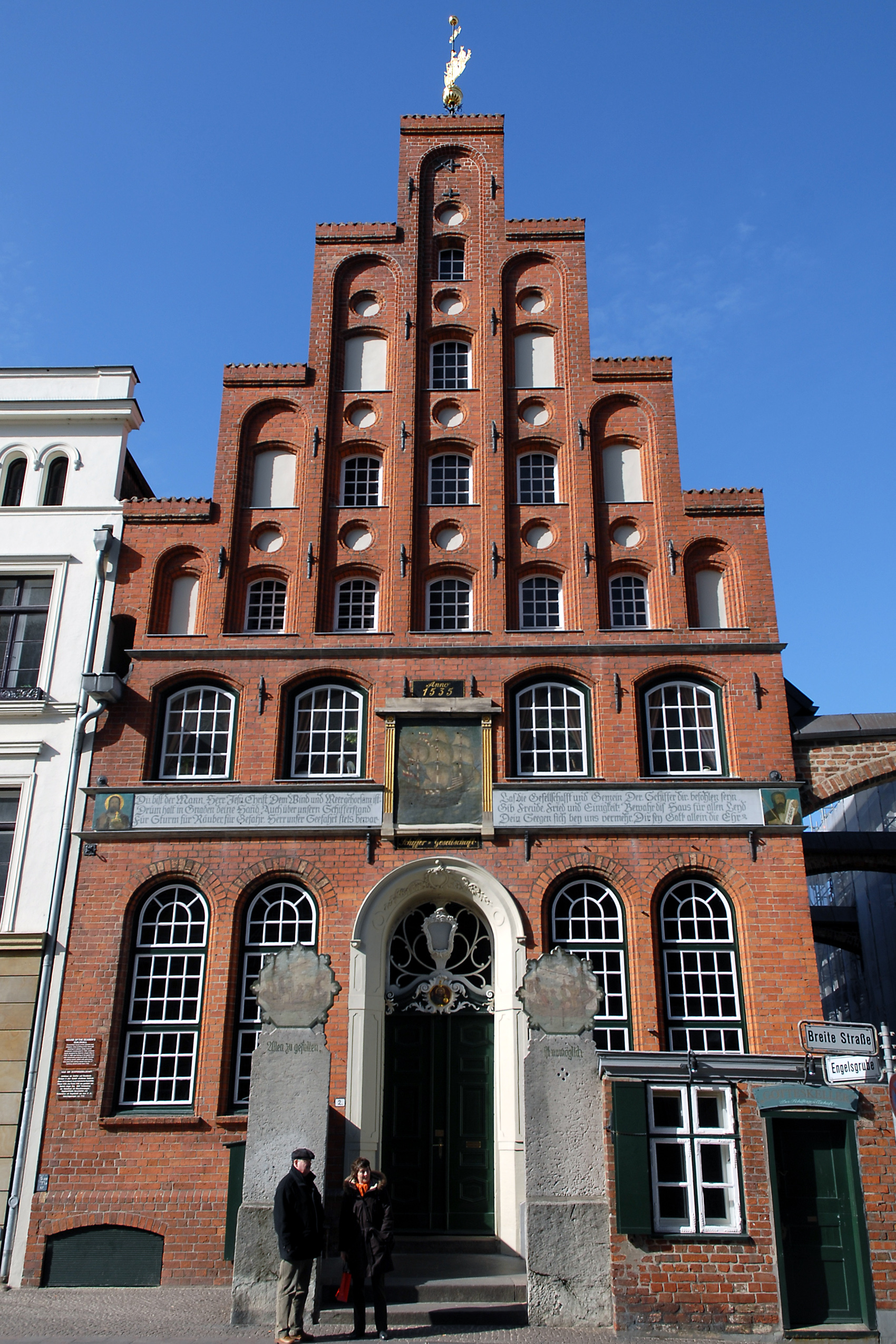
Spolkový dům loďařů